# Paul Masvidal
Paul Albert Masvidal, född 20 januari 1971, är en amerikansk musiker, kompositör, gitarrist och sångare, mest känd som medlem i progressiv metal-bandet Cynic som spelat in ett antal album samt för en kort sejour i Death där han 1991 spelade gitarr på albumet Human.
Han har även skapat och spelat in musik för TV och film, bland annat som studiomusiker för That '70s Show.

## Diskografi

### Med Cynic
Studioalbum
- Focus (1993)
- Traced in Air (2008)
- Kindly Bent to Free Us (2014)

EP
- Re-Traced (2010)
- Carbon-Based Anatomy (2011)

Samlingsalbum
- The Portal Tapes (2012)

### Annat
Studioalbum med Death
- Human (1991)

Studioalbum med Master
- On The Seventh Day God Created... Master (1991)

Studioalbum med Æon Spoke
- Above the Buried Cry (2004)
- Æon Spoke (2007)